# Xã Clay, Quận Lafayette, Missouri
Xã Clay (tiếng Anh: Clay Township) là một xã thuộc quận Lafayette, tiểu bang Missouri, Hoa Kỳ. Năm 2010, dân số của xã này là 4.996 người.